# 追擊者 THE CHASER
《追擊者 THE CHASER》（韓語：추적자 더 체이서），為韓國SBS自2012年5月28日起播出的月火迷你連續劇。由曾經執筆《太王四神記》、《KAIST》的作家朴慶秀與執導《鄰居冤家》、《玻璃之城》的導演趙南國攜手打造。

## 簡介
17歲少女之死，對一個人來說，只是一件為了野心需要隱蔽的麻煩事，但對一個父親來說，是人生崩塌的瞬間。刑警白弘錫（孫賢周飾演）在女兒因事故死亡後，發現不能茫然等待法律措施，決定親自偵查女兒死亡案件的真相。

## 演出陣容

### 主要人物
| 演員   | 角色   | 年齡   | 介紹 |
| 孫賢周 | 白弘錫 | 42歲   | 江北警署防暴1組的刑警，笑容溫暖純樸，給人鄰家大叔般的感覺。曾經夢想在女兒秀晶上高中前擁有自己的房子，但在女兒遭遇懸疑交通事故後一瞬間破滅。把罪犯——當紅明星PK俊送上了法庭，在審判過程中，他卻被無罪釋放。證據雖然確鑿，但不能將罪犯制裁的弘錫，在宣告判決的那天奔進法庭對其開槍。被警察追蹤的弘錫，為了揭發女兒死亡背後暗藏的巨大真相，開始進行調查。                                            |
| 金相中 | 姜東潤 | 40多歲 | 英韓集團的女婿，被視為與不正之風對戰的正義代表。但這一切僅僅是外殼，實際上他是從政治角度暗地裡幫助岳父經營企業。隨著國民支持率的增高，東潤開始夢想參加競選總統，卻遭到岳父反對。得知妻子智秀和PK俊在秘密幽會途中肇事逃逸，東潤借此機會得到岳父許可參加競選。眼看被害者秀晶即將甦醒，他暗自指使人以醫學技術致其死亡。本以為神不知鬼不覺的事件，卻隨著弘錫逮捕PK俊被公佈於世，所以他決心除掉弘錫。 |

### 白弘錫家族
| 演員   | 角色   | 年齡 | 介紹 |
| 李慧仁 | 白秀晶 | 17歲 | 弘錫之女，高一生。在回家途中被PK俊的車撞傷，不料PK俊擔心因此傳出醜聞便企圖開車撞死她。秀晶在彷彿聽見父親的呼喚後逐漸恢復意識，但東潤卻利用這件肇事逃逸來實現自己的野心，將秀晶變成醫學性死亡。 |
| 金度連 | 宋美妍 | 39歲 | 弘錫之妻，與貧窮的弘錫結婚，懷抱著微小的夢想幸福地活到現在，但是女兒的死讓這一切破滅。由於再審過程中女兒遭到侮辱，得了抑鬱症。                                                                 |

### 白弘錫周圍人物
| 演員   | 角色   | 年齡   | 介紹 |
| 柳承秀 | 崔政宇 | 40歲   | 首爾地方檢察院刑事檢察官，因誤觸權力核心，被調到沿海城市的小監察廳待了9年。不久前才回首爾，決心再也不和權力扯上關係，只接手無關緊要的小案子。以為只是簡單的肇事逃逸，接手了PK俊事件，但在司法研修院時的老師——前大法官張炳浩，竟是此案的辯護律師，隨著各方壓力到來，才發現這不是一般的案子。與曾被自己鄙視的財閥女兒記者智媛一起挖掘事件背後的真相，在過程中倆人擦出愛的火花。 |
| 朴孝珠 | 趙南淑 | 32歲   | 江北署防暴課刑警，全家都是警察，從小就沒有考慮過做警察以外的職業。有過兩次失敗的婚姻，第三次婚姻是因擔任三個月的大選警衛而遭到悔婚。一直都相信並幫助被誣陷的弘錫，認為兩次前科犯很可憐而予以人的待遇，人活著可以犯兩次錯誤，自己的婚姻也是如此。心懷對有三次以上前科的人予以非人對待的獨特信念，這樣的南淑竟然愛上了七次前科犯。                                              |
| 姜信日 | 黃日官 | 50多歲 | 江北署防暴課防暴1組長，弘錫的直屬上司。比起和老婆睡覺，更多夜晚是和弘錫進行便衣執勤時度過，與弘錫親如兄弟。由於扶養4個女兒導致無法脫離貧困，他雖然通過某種交易擺脫貧窮，卻不得不付出代價參與追捕弘錫。 |
| 崔俊用 | 尹昌民 | 42歲   | 白弘錫的至親朋友，秀晶的主治醫生。當秀晶在死神手中掙扎時，弘錫將她送至昌民的醫院。幫逃亡的弘錫提供藏匿處，但他卻有個祕密，那就是被東潤收買，將秀晶醫治死亡。 |
| 趙在允 | 朴永石 | 30多歲 | 白手起家的小型暴力集團成員，七次前科犯。從成人遊戲室的營業員做起，10年後擁有3家非法賭場。原本平淡無奇的生活，隨著遇到弘錫變得波濤洶湧。協助追捕PK俊，卻導致警察徹查他的賭場，生意一片狼藉，手下一哄而散，艱難地靠著一家賭場過活，無可奈何地幫助偶爾找來的弘錫。 |

### 姜東潤家族
| 演員   | 角色   | 年齡   | 介紹 |
| 朴根瀅 | 徐東煥 | 60多歲 | 英韓集團會長，資本主義的迷人怪物。一句話裡可以囊括十種含意，一通電話可以叫來總理，一個簽名可以決定數千億的投資。給孫子讀童話的同時，也對數百名職員的裁員做出指示。從來不去公司上班，只在自家一樓的書房辦公。希望將經營一輩子的英韓集團交給兒子英旭，但他卻是個敗家子，女婿東潤野心又大。由於女兒智秀的肇事逃逸事件，容忍了東潤參加大選，不過手中握著在關鍵時刻讓他落馬的殺手鐧。        |
| 金成鈴 | 徐智秀 | 40多歲 | 徐會長的大女兒，姜東潤的夫人。知道誰都不敢隨意對付自己，活到現在從未對誰說過對不起，向丈夫坦白自己和PK俊幽會時也是面帶微笑。歌劇歌手出身，想讓自己發光，無法以別人影子生活的女人，所以選擇和貧窮卻有能力的姜東潤結婚。以為丈夫會成為自己的影子，卻沒料到東潤想成為光，不知何時自己成了丈夫的陪襯。為明星們提供贊助，同時在休息室裡享受明星們對自己的崇拜以讓自己滿足。                  |
| 高準熹 | 徐智媛 | 28歲   | 徐會長的小女兒，電視台記者。雖然人們都罵徐會長，在她眼中不過是一位慈父，她認為世間萬物都有功過是非。出任記者時被人說是富二代的消遣娛樂，但智媛真的很想瞭解生活。就像洛克斐勒二世們為了洗清父親的污名而捐款一樣，她也在尋找途徑進入檢察院。在採訪白秀晶事件時，了解到弘錫的冤屈，一邊幫助逃亡的弘錫，一邊調查事情真相的過程中發現牽連到自己家的祕密。                                    |
| 全盧民 | 徐英旭 | 40多歲 | 徐會長的兒子，自尊心很強，缺乏判斷力。如果公司有人指出他的錯誤，第二天就會被開除。每天只工作2個小時，其餘時間用來喝酒賭博、玩女人。做過的事業全都失敗，但因為自己是徐會長的兒子，所以不管失敗幾次，總會有機會等著他。10年前東潤在公司的業績作得很出色時，將其推入政界的正是英旭。隨著東潤準備參與大選，英旭開始焦急，知道他有權勢後會將自己擠下去，所以正隱密支持東潤的大選對手劉泰鎮。 |
| 南多凛 | 姜敏星 | 10歲   | 東潤和智秀的兒子，是讓矛盾不斷的夫妻倆無法分開的紐帶。 |

### 姜東潤周圍人物
| 演員     | 角色   | 年齡   | 介紹 |
| 張伸瑛   | 申惠拉 | 30多歲 | 東潤大選團隊秘書室長，抹有令人窒息色彩的女人。打算讓東潤當上總統，自己就能掌握實權，然後改造這個國家，什麼惡行都能微笑著做出來。她如此渴望權力卻有著別種原因，惠拉對東潤的忠誠與愛慕確實是真心的。                 |
| 全國煥   | 張炳浩 | 60多歲 | 成為大法院長前，被政治勢力排擠，以大法官身分卸任的法曹人。從司法研修院畢業時丟掉自己做為法學家的良心，為了自身利益而利用法律。將PK俊事件成功辯護後，成為東潤的法律顧問。                                           |
| 宋在浩   | 劉泰鎮 | 60多歲 | 第三度參加大選，從改革時就看著國會走到今日，汝矣島的支配者。雖然掌握著政黨和議員，民意支持卻很低，打算與英旭聯手讓東潤落馬。                                                                                       |
| 大谷亮平 | 裴成茂 | 30多歲 | 英韓集團日常保安公司常務理事，被培養的暴力份子，只要給錢什麼都去做。受惠拉指使在暗地裡行動，發動暴力份子追趕弘錫。                                                                                                 |
| 李龍宇   | PK俊   | 20多歲 | 具有歌唱實力與熱情的舞台表演，讓他成為最好的歌手。韓流的領軍人物，背後有贊助者智秀的支援。在舞台前是個彬彬有禮的模範青年，但在舞台後卻是個目中無人、亂說話的傢伙。宣判日在法庭上被無罪釋放後，與弘錫的打鬥時中槍。 |
|          | 姜先生 | 60多歲 | 在禿山洞的舊宅街上經營一家理髮店，等待一週來剪一次頭髮的東潤，是他的人生樂趣。東潤從沒有讓除了父親以外的人給自己剪頭髮，在父親給兒子剪頭髮的30分鐘裡，雖然只有幾句對話，但也是東潤唯一的休息時間。                 |

## 獲獎
- 2012年第5屆韓國電視劇節
  - 最佳男演員：金相中

- 2012年1st K-Drama Star Awards
  - 大賞：孫賢周

- 2012年第25屆Grime Awards
  - 優秀攝影作品賞：鄭奇賢 & 金大權

- 2012年SBS演技大賞
  - 大賞：孫賢周
  - 無線三台放送PD奬：朴根瀅
  - 迷你系列劇部門 男子優秀演技獎：金相中
  - 迷你系列劇部門 女子優秀演技獎：金成鈴
  - 迷你系列劇部門 女子特別演技獎：張新英
  - 10大明星奬：孫賢周
  - New Star奬：朴孝珠、高濬熙

- 2013年第49屆百想藝術大賞
  - TV部門 電視劇作品獎
  - TV部門 男子最優秀演技獎：孫賢周
  - TV部門 劇本獎：朴慶秀

- 2013年第40屆韓國放送大賞
  - 中短篇電視劇作品賞
  - 個人獎－演員賞：孫賢周

## 原聲帶
- 《追擊者 THE CHASER》OST（發行日期：2012年7月10日）

| 曲序 | 曲目                                 | 演唱            |
| ---- | ------------------------------------ | --------------- |
| 1.   | 我愛你這句話（Accoustic Ver.）       | The One         |
| 2.   | 百合花                               | 李海仁          |
| 3.   | 夢（Drama Ver.）                     | The One         |
| 4.   | 好人                                 | Ivy             |
| 5.   | 我愛你這句話                         | The One         |
| 6.   | 老繭                                 | 金範洙          |
| 7.   | 夢                                   | The One         |
| 8.   | The Chaser（Opening Title）          | Various Artists |
| 9.   | 父親（Original Story）               | Various Artists |
| 10.  | Black Box                            | Various Artists |
| 11.  | 真實越來越遠                         | Various Artists |
| 12.  | 百合花（Guitar Story）               | Various Artists |
| 13.  | 等著姜東潤                           | Various Artists |
| 14.  | 惡魔的眼淚（父親 Sad Trumpet Story） | Various Artists |
| 15.  | 疲憊的我                             | Various Artists |
| 16.  | 智秀啊（父親 Guitar Story）          | Various Artists |
| 17.  | 對不起                               | Various Artists |
| 18.  | Counter Strike                       | Various Artists |
| 19.  | 弘錫的夢                             | Various Artists |
| 20.  | 屍體前                               | Various Artists |
| 21.  | 復仇的開始                           | Various Artists |
| 22.  | 窮人們的夢                           | Various Artists |
| 23.  | 孤軍奮戰                             | Various Artists |
| 24.  | The Chairman（父親 Waltz Story）     | Various Artists |

- 《追擊者 THE CHASER》OST Special（發行日期：2012年7月17日）

| 曲序 | 曲目                | 演唱            |
| ---- | ------------------- | --------------- |
| 1.   | 怎麼忘記你          | 許空            |
| 2.   | 怎麼忘記你（Inst.） | Various Artists |

## 收視率
| 集數  | 播出日期   | TNmS 收視率      | TNmS 收視率    | AGB 收視率       | AGB 收視率     |
| 集數  | 播出日期   | 大韓民國（全國） | 首爾（首都圈） | 大韓民國（全國） | 首爾（首都圈） |
| ----- | ---------- | ---------------- | -------------- | ---------------- | -------------- |
| 1     | 2012/05/28 | 10.0%            | 12.6%          | 9.3%             | 10.3%          |
| 2     | 2012/05/29 | 10.9%            | 13.5%          | 9.9%             | 11.0%          |
| 3     | 2012/06/04 | 11.6%            | 14.7%          | 9.2%             | 9.7%           |
| 4     | 2012/06/05 | 11.5%            | 14.1%          | 9.8%             | 10.3%          |
| 5     | 2012/06/11 | 13.2%            | 16.5%          | 10.6%            | 10.7%          |
| 6     | 2012/06/12 | 12.5%            | 15.1%          | 11.1%            | 11.9%          |
| 7     | 2012/06/18 | 13.2%            | 14.5%          | 11.5%            | 12.4%          |
| 8     | 2012/06/19 | 13.2%            | 14.1%          | 13.3%            | 14.2%          |
| 9     | 2012/06/25 | 13.6%            | 16.3%          | 12.4%            | 13.1%          |
| 10    | 2012/06/26 | 13.8%            | 15.8%          | 13.2%            | 14.2%          |
| 11    | 2012/07/02 | 14.0%            | 15.9%          | 13.1%            | 13.9%          |
| 12    | 2012/07/03 | 15.3%            | 16.2%          | 13.5%            | 14.3%          |
| 13    | 2012/07/09 | 20.0%            | 22.4%          | 17.9%            | 19.7%          |
| 14    | 2012/07/10 | 23.1%            | 26.7%          | 20.7%            | 22.2%          |
| 15    | 2012/07/16 | 22.1%            | 26.6%          | 20.4%            | 21.5%          |
| 16    | 2012/07/17 | 25.1%            | 28.3%          | 22.6%            | 23.8%          |
| 特輯Ⅰ | 2012/07/23 | 10.3%            | 10.8%          | 9.8%             | 11.3%          |
| 特輯Ⅱ | 2012/07/24 | 7.1%             | -              | 6.6%             | -              |

## 同時段競爭節目
- KBS：《愛情雨》、《Big》
- MBC：《光與影》、《黃金時刻》

## 其它
- 全劇終映後，於次週7月23日、24日兩天各播出一集特輯，共兩集。

## 腳註
1. ↑  TNmS 멀티미디어 홈페이지 的存檔，存档日期2012-11-12.
2. ↑  .   [2012-05-29]. （原始内容存档于2013-12-26）.

## 外部連結
- 韓國SBS （页面存档备份，存于）
- 臺灣東森（繁體中文）

| SBS 月火劇                               | SBS 月火劇                                          | SBS 月火劇 |
| ---------------------------------------- | --------------------------------------------------- | ---------- |
|                                          | 追擊者 THE CHASER （2012年5月28日 - 2012年7月17日） |            |
| 時尚王 （2012年3月19日 - 2012年5月22日） | 信義 （2012年8月13日 - 2012年10月30日）             |            |

| 香港 now 101台 星期一至五 23:00 - 00:00     | 香港 now 101台 星期一至五 23:00 - 00:00      | 香港 now 101台 星期一至五 23:00 - 00:00 |
| ------------------------------------------- | -------------------------------------------- | --------------------------------------- |
|                                             | 追擊者 （2012年12月4日 - 2013年1月7日）      |                                         |
| 腦學醫神 （2012年10月18日 - 2012年12月3日） | 花樣少男少女 （2013年1月8日 - 2013年2月7日） |                                         |

| 臺灣 東森戲劇台 星期一至五 22:00 - 23:00    | 臺灣 東森戲劇台 星期一至五 22:00 - 23:00    | 臺灣 東森戲劇台 星期一至五 22:00 - 23:00 |
| ------------------------------------------- | ------------------------------------------- | ---------------------------------------- |
|                                             | 愛的真相 （2013年10月9日 - 2013年11月8日）  |                                          |
| 俏皮冏冤家 （2013年9月2日 - 2013年10月8日） | 童顏美女 （2013年11月11日 - 2013年12月17日) |                                          |